# Liste von Titel- und Erkennungsmelodien aus Funk und Fernsehen
Die Liste von Titel- und Erkennungsmelodien aus Funk und Fernsehen beinhaltet Titelmelodien, die bei Fernseh- und Rundfunksendungen verwendet werden bzw. wurden. Diese werden auch oft als „Unterleger“ verwendet.

## Fernsehsendungen
| Fernsehsendung                                  | Ausstrahlung             | Sender                    | Gruppe/Komponist                                                   | Titel                                                                    | Zusatzinformationen/Angaben zum Tonträger |
| ----------------------------------------------- | ------------------------ | ------------------------- | ------------------------------------------------------------------ | ------------------------------------------------------------------------ | --- |
| Die 10 … / Die 25 …                             | 2003–2021                | RTL                       | John Miles                                                         | Music                                                                    | |
| 1000 Meisterwerke                               | 1980–1994                | ARD                       | Wilhelm Dieter Siebert                                             | 1000 Meisterwerke                                                        | |
| 20 Jahre RTL – Die Show                         | 2004                     | RTL                       | Scorpions                                                          | Hurrican 2000                                                            | |
| 37 Grad                                         | 2001–                    | ZDF                       | MIA.                                                               | Was es ist                                                               | |
| Die 80er Show                                   | 2002                     | RTL                       | Freeez                                                             | I. O. U.                                                                 | |
| Abendschau                                      | 2016–                    | BR                        | S.M.P. Amsterdam                                                   |                                                                          | |
| Abenteuer Forschung                             | 1988–                    | ZDF                       | Rolf Wehmeier                                                      | Fugue                                                                    | |
| Achtung Abzocke                                 | 2015–                    | Kabel Eins                | The Crystal Method                                                 | Wild, Sweet & Cool                                                       | bis 2023 |
| Achtung Abzocke                                 | 2015–                    | Kabel Eins                | Cage the Elephant                                                  | Dance Dance                                                              | seit 2024 |
| das aktuelle sportstudio                        | 1963–                    | ZDF                       | Thomas Reich                                                       | Up to Date                                                               | Einspielung: Max Greger |
| Album – Bilder eines Jahres (Titel und Abspann) | 1981–                    | ZDF                       | Vangelis                                                           | Eric’s Theme                                                             | nicht mehr in Verwendung |
| Album – Bilder eines Jahres (Zwischensequenzen) | 1981–                    | ZDF                       | Vangelis                                                           | Rêve                                                                     | nicht mehr in Verwendung |
| Alisa – Folge deinem Herzen                     | 2009                     | ZDF                       | Reamonn                                                            | Million Miles                                                            | |
| Alles nichts oder?!                             | 1988–1992                | RTL                       | Dieter Reith                                                       | Alles nichts oder?!                                                      | |
| alpha-Centauri                                  | 1998–2007                | BR-alpha                  | Stevie B-Zet                                                       | Scotty’s Arrival                                                         | |
| Anna und die Liebe                              | 2008–2012                | Sat.1                     | Rosenstolz                                                         | Gib mir Sonne                                                            | |
| ARD-Brennpunkt                                  | 1971–                    | Das Erste                 | Pink Floyd                                                         | Astronomy Domine                                                         | |
| ARD-Ratgeber Technik                            | 1971–2011                | Das Erste                 | Ekseption                                                          | Pop Giant                                                                | |
| aus forschung und technik                       | 1964–1988                | ZDF                       | Space Art                                                          | Speedway                                                                 | |
| Aspekte                                         | 1965–                    | ZDF                       | Sergei Prokofjew                                                   | 1. Sinfonie (Prokofjew)                                                  | Ausschnitt |
| Aspekte                                         | 1965–                    | ZDF                       | Can                                                                | A Spectacle                                                              | 1978 |
| Aspekte                                         | 1965–                    | ZDF                       | Phat Daddy                                                         | Play the Chill                                                           | bis 2012, nachbearbeitet |
| Aspekte                                         | 1965–                    | ZDF                       | eine Komposition des Seeed-Keyboarders Torsten Reibold             |                                                                          | seit 2012 |
| auslandsjournal                                 | 1974–                    | ZDF                       | G. Grant / S. Park                                                 | Good Company                                                             | |
| Autopsie – Mysteriöse Todesfälle                | 2001–                    | RTL II                    | Benedikt Hoenes                                                    | Autopsie                                                                 | |
| Bananas                                         | 1981–1984                | ARD                       | Caramba                                                            | Hubba Hubba Zoot-Zoot                                                    | |
| Beat-Club                                       | 1965–1972                | Radio Bremen              | The Mood Mosaic Featuring The Ladybirds                            | A Touch of Velvet – A Sting of Brass                                     | |
| Bianca – Wege zum Glück                         | 2004–2005                | ZDF                       | Mary Beth Maziarz                                                  | True Believer                                                            | |
| Big Brother                                     | 2000–2001, 2003–2011     | RTL II                    | 1. Staffel: Die 3. Generation                                      | Leb!                                                                     | |
| Big Brother                                     | 2000–2001, 2003–2011     | RTL II                    | 2. Staffel: Berger                                                 | Zeig mir Dein Gesicht                                                    | |
| Big Brother                                     | 2000–2001, 2003–2011     | RTL II                    | 3. Staffel: Ayman und Naima                                        | Nur die Wahrheit zählt                                                   | |
| Big Brother                                     | 2000–2001, 2003–2011     | RTL II                    | 4. Staffel: Oli.P und Lukas                                        | Alles ändert sich                                                        | |
| Big Brother                                     | 2000–2001, 2003–2011     | RTL II                    | 5. Staffel: Lex                                                    | Alles was Du willst                                                      | |
| Big Brother                                     | 2000–2001, 2003–2011     | RTL II                    | 6. Staffel: Hermann Skibbe                                         | Deine Welt                                                               | |
| Big Brother                                     | 2000–2001, 2003–2011     | RTL II                    | 7. Staffel: Senta-Sofia Delliponti                                 | Ich sehe was, was du nicht siehst                                        | |
| Big Brother                                     | 2000–2001, 2003–2011     | RTL II                    | 8. Staffel: Sunrise Avenue                                         | Choose to be me                                                          | |
| Bitte umblättern                                | 1977–1993                | Südwestfunk               | Jean Pierre Posit                                                  | Santa Monica                                                             | |
| Bundesland heute                                | 1988–                    | ORF 2                     | Thomas Rabitsch                                                    | Bundesland heute Signation und Titelmusik                                | 2012–2018 |
| Bundesland heute                                | 1988–                    | ORF 2                     | Terry Devine-King                                                  | Twenty Four Hours                                                        | seit 2018 |
| Die Burg                                        | 2005                     | ProSieben                 | Ritchie Blackmore                                                  | Loreley                                                                  | Ghost of a Rose (2003, SPV) |
| Charmed – Zauberhafte Hexen                     | 1999–2007                | ProSieben                 | Love Spit Love                                                     | How Soon Is Now?                                                         | |
| CSI: Den Tätern auf der Spur                    | 2002–                    | RTL                       | The Who                                                            | Who Are You                                                              | |
| Dalli Dalli                                     | 1971–1986                | ZDF                       | Heinrich Riethmüller                                               | Dalli Dalli                                                              | |
| Darf man das?                                   | 2006                     | kabel eins                | New Radicals                                                       | You Get What You Give                                                    | |
| Derrick                                         | 1974–1998                | ZDF                       | Les Humphries                                                      | Derrick                                                                  | |
| Deutschland-Champions                           | 2003–2004                | Das Erste                 | 2003: Curt Cress, Chris Weller                                     |                                                                          | |
| Deutschland-Champions                           | 2003–2004                | Das Erste                 | 2004: Michael Braunschmid                                          |                                                                          | |
| disco                                           | 1972–1974                | ZDF                       | André Popp & Orchester                                             | Tric-Trac                                                                | |
| Erkennen Sie die Melodie?                       | 1969–1977, 1980–1985     | ZDF, ORF                  | Emil Nikolaus von Reznicek                                         | Donna Diana                                                              | |
| Ein Tag wie kein anderer                        | 1984–1993                | RTL                       | Supertramp                                                         | Dreamer                                                                  | interpretiert vom Vienna Symphonic Orchestra Project |
| Es war einmal … der Mensch                      | 1980er                   | ZDF                       | Udo Jürgens                                                        | Tausend Jahre sind ein Tag                                               | |
| Eurocops                                        | 1988–1993                | Diverse                   | Jan Hammer                                                         | Eurocops                                                                 | |
| fabrixx                                         | 2000–2005                | KI.KA/Das Erste           |                                                                    | Black Mountain, S’n’S                                                    | |
| Das Familiengericht                             | 2002–2007                | RTL                       | Dirk Leupolz                                                       | Das Familiengericht                                                      | |
| Familien im Brennpunkt                          | 2009–2014                | RTL                       | Timbaland, OneRepublic                                             | Apologize                                                                | |
| Formel Eins                                     | 1983–1990                | Das Erste                 | 1983: Go-Go’s                                                      | We Got The Beat                                                          | |
| Formel Eins                                     | 1983–1990                | Das Erste                 | 1983–1985: Jonzun Crew                                             | Pack Jam                                                                 | |
| Formel Eins                                     | 1983–1990                | Das Erste                 | 1985: Jaap Eggermont                                               | Formel-Eins-Thema                                                        | |
| Formel Eins                                     | 1983–1990                | Das Erste                 | 1986–1988: Harold Faltermeyer                                      | Formula One                                                              | |
| Formel Eins                                     | 1983–1990                | Das Erste                 | 1988–1990: Yello                                                   | The Race                                                                 | |
| Fort Boyard (Deutschland)                       | 1990–1991 2000/2002 2011 | Diverse                   | 1990: Klaus-Peter Sattler                                          |                                                                          | |
| Fort Boyard (Deutschland)                       | 1990–1991 2000/2002 2011 | Diverse                   | 2000: Rednex                                                       | The Spirit of the Hawk                                                   | |
| Fort Boyard (Deutschland)                       | 1990–1991 2000/2002 2011 | Diverse                   | 2002: Reamonn                                                      | Place of No Return (In Zaire)                                            | |
| Fort Boyard (Deutschland)                       | 1990–1991 2000/2002 2011 | Diverse                   | 2011: ?                                                            | ?                                                                        | 2011: Titelmusik (Neukomposition der Titelmusik; Im Abspann die Musik der französischen Originalspielshow)                                                                        |
| Frauentausch                                    | 2003–2016                | RTL II                    | A*Teens                                                            | Mamma Mia                                                                | Album: The ABBA Generation |
| Frei Schnauze                                   | 2005–2008                | RTL                       | Franz Ferdinand                                                    | Do You Want To?                                                          | |
| Frontal                                         | 1991–2000                | ZDF                       | Mike Batt                                                          | Ride to Agadir (Ausschnitt)                                              | |
| Gefragt – Gejagt                                | 2012–                    | NDR/Das Erste             | Paul Farrer                                                        | Face the Facts                                                           | |
| Genial daneben                                  | 2003–2011                | Sat.1                     | Carl Carlton & the Songdogs                                        | Flowers on the Wall (Zusammenschnitt)                                    | |
| Genial daneben                                  | 2017–2021                | Sat.1                     | Kungs                                                              | Don’t You Know                                                           | |
| Genial daneben                                  | 2023–                    | RTL Zwei                  | Bruno Pilloix                                                      | Carefree Dance                                                           | |
| Germany’s Next Topmodel                         | 2006–                    | ProSieben                 | 1. Staffel: The Notorious B.I.G.                                   | Nasty Girl                                                               | |
| Germany’s Next Topmodel                         | 2006–                    | ProSieben                 | 2. Staffel: Gia Farrell                                            | Hit Me Up                                                                | |
| Germany’s Next Topmodel                         | 2006–                    | ProSieben                 | 3. Staffel: Seal                                                   | Amazing                                                                  | |
| Germany’s Next Topmodel                         | 2006–                    | ProSieben                 | 4. Staffel: Britney Spears                                         | Circus                                                                   | |
| Germany’s Next Topmodel                         | 2006–                    | ProSieben                 | 5. Staffel: Cheryl Cole                                            | Fight For This Love                                                      | |
| Germany’s Next Topmodel                         | 2006–                    | ProSieben                 | 6. Staffel: Bullmeister                                            | Beautiful                                                                | |
| Germany’s Next Topmodel                         | 2006–                    | ProSieben                 | 7. Staffel: David Guetta feat. Nicki Minaj                         | Turn Me On                                                               | |
| Gottschalk Late Night                           | 1992–1995                | RTL                       | Vince DiCola                                                       | Escape                                                                   | |
| Guinness – Die Show der Rekorde                 | 1998–2002                | Das Erste                 | Curt Cress, Chris Weller                                           |                                                                          | |
| Hamburg Journal                                 | 1995–                    | NDR                       | Johannes Brahms                                                    | 1. Sinfonie (Auszug aus dem 4. Satz)                                     | |
| Hart aber fair                                  | 2001–                    | Das Erste                 | Faithless                                                          | Thank You                                                                | |
| Hier und Heute                                  | 1957                     | WDR                       | Robert Schumann                                                    | Symphonie Nr. 3 (Rheinische)                                             | |
| Die Hit-Giganten                                | 2003–2010                | Sat.1                     | Patrick Hernandez                                                  | Born to Be Alive                                                         | |
| In aller Freundschaft                           | 1998–                    | Das Erste                 | Kisha                                                              | Love is enough                                                           | |
| Inas Nacht                                      | 2007–                    | NDR/Das Erste             | DePhazz                                                            | Dummes Spiel                                                             | |
| Jetzt red i                                     | 2016–                    | BR                        | S.M.P. Amsterdam                                                   |                                                                          | |
| K11 – Kommissare im Einsatz                     | 2003–2016                | Sat.1                     | T.A.T.u.                                                           | All the Things She Said                                                  | |
| Kennzeichen D                                   | 1971–2001                | ZDF                       | Santana                                                            | Waiting                                                                  | |
| Lenßen & Partner                                | 2003–2009                | Sat.1                     | Eminem                                                             | Lose Yourself                                                            | |
| Die Knoff-Hoff-Show                             | 1986–2004                | ZDF                       | Lou Gold & His Melody Men                                          | Ain’t She Sweet                                                          | Interpretation: Veterinary Street Jazz Band |
| Kopfball                                        | 1989–2015                | Das Erste                 | –2003: Sergei Prokofjew                                            | Romeo und Julia                                                          | |
| Kopfball                                        | 1989–2015                | Das Erste                 | 2006–: Jörg Schnabel                                               |                                                                          | |
| Kontrovers – Das Politikmagazin                 | 2016–                    | BR                        | S.M.P. Amsterdam                                                   |                                                                          | |
| Der lange Treck                                 | 1982                     | ZDF                       | Aaron Copland                                                      | Appalachian Spring                                                       | |
| Markus Lanz                                     | 2008–                    | ZDF                       | Wir sind Helden                                                    | Nur ein Wort                                                             | |
| Lanz kocht!                                     | 2008–2012                | ZDF                       | Wir sind Helden                                                    | Nur ein Wort                                                             | |
| Lesen!                                          | 2003–2009                | ZDF                       | Element of Crime                                                   | Mehr als sie erlaubt                                                     | Album: Weißes Papier |
| „Live“ aus der Alten Oper (Talkshow)            | 1987–1996                | ZDF                       | Billy Joel                                                         | Prelude / Angry Young Man (Nur Prelude Teil)                             | Album: Turnstiles |
| Die Mathias Richling Show                       | 2010–2024                | SWR                       | Interpretin: Tina Turner, Komponisten: Terry Britten, Charlie Dore | Twenty Four Seven                                                        | Twenty Four Seven (Album, 1999) |
| Matinee                                         | 1975–1984                | ZDF                       | Giorgio Mainerios                                                  | Tedesca                                                                  | |
| Mehr Wert                                       | 2016–                    | BR                        | S.M.P. Amsterdam                                                   |                                                                          | |
| Menschen (Jahresrückblick)                      | 1982–2019                | ZDF                       | Toto                                                               | Child’s Anthem                                                           | Coverversion von Curtis Frederick Schwartz - Titel: Classic Energy |
| Menschen der Woche (Talkshow)                   | 2000–2015                | SWR                       | Raul de Souza                                                      | Sweet Lucy                                                               | Album: Sweet Lucy |
| Mitternachtsspitzen                             | 1988–                    | WDR                       | Quincy Jones                                                       | Soul Bossa Nova                                                          | Album: Big Band Bossa Nova |
| Das Model und der Freak                         | 2007                     | ProSieben                 | Monrose                                                            | Push Up on Me                                                            | Album: Temptation |
| Monitor                                         | 1965–                    | Das Erste                 | Alan Parsons Project                                               | Lucifer                                                                  | Album: Eve |
| Musikladen                                      | 1972–1984                | ARD                       | The Mood Mosaic Featuring The Ladybirds                            | A Touch of Velvet – A Sting of Brass                                     | |
| Na sowas!                                       | 1982–1987                | ZDF                       | After the Fire                                                     | 1980-F                                                                   | |
| Die Nordstory                                   | 2011–                    | NDR                       | Nils Bergholz                                                      | Timepieces                                                               | Nicht zu verwechseln mit Clocks von Coldplay |
| Neues aus der Anstalt                           | 2007–2013                | ZDF                       | Blood, Sweat & Tears                                               | Spinning Wheel                                                           | |
| Nur die Liebe zählt                             | 1993–2011                | Sat.1                     | Beatles                                                            | All You Need Is Love                                                     | |
| Die Onedin-Linie                                | 1971–1980                | ARD                       | Aram Khatchaturian                                                 | Spartakus (Ballett) – Adagio von Spartacus und Phrygia                   | |
| Das perfekte Dinner                             | 2006–                    | VOX                       | Adam Salkeld                                                       | Top Spin                                                                 | |
| Pfiff                                           | 1977–1994                | ZDF                       | Intercity Sound Association                                        | City Train                                                               | |
| P.I.T. – Peter-Illmann-Treff                    | 1985–1990                | ZDF                       | Tarraco                                                            | Sultana                                                                  | |
| Die Pyramide                                    | 1979–1994                | ZDF                       | Gershon Kingsley                                                   | Die Pyramide                                                             | |
| Quarks                                          | 1993–                    | WDR                       | Sergei Rachmaninow                                                 | Symphonische Tänze (Op. 45, 1. Satz, Ausschnitt)                         | Einspielung unbekannt |
| Querbeet                                        | 1994–2016                | BR                        | Johannes Brahms                                                    | Serenade Nr. 2 A-Dur op. 16 (Ausschnitt, bearbeitet von Ferran Cruixent) | Einspielung: Radio-Sinfonieorchester Bratislava unter Leitung von Oriol Cruixent                                                                                                  |
| Querbeet                                        | 2016–                    | BR                        | S.M.P. Amsterdam                                                   |                                                                          | Ist ein Verbund von mehreren Komponisten |
| Das Quiz mit Jörg Pilawa                        | 2001–2010                | ARD                       | Frank Ryan Graves                                                  |                                                                          | |
| Robbi, Tobbi und das Fliewatüüt                 | 1972                     | WDR                       | Ingfried Hoffmann                                                  | Robbi-Tobbi-Motiv                                                        | |
| Rockpalast                                      | 1977                     | WDR                       | J. Geils Band                                                      | Believe in Me                                                            | Album: Hotline (Atlantic Rec.) |
| Rote Rosen                                      | 2006–                    | Das Erste                 | Joana Zimmer                                                       | This Is My Life                                                          | |
| RTL-Vierschanzentournee                         | 2001–2002                | RTL                       | Liza da Costa                                                      | Fight to Win                                                             | |
| Die runde Ecke                                  | 2015–2016                | WDR                       | Michael Braunschmid                                                |                                                                          | |
| Rundschau                                       | 2016–                    | BR                        | S.M.P Amsterdam                                                    |                                                                          | |
| Sag die Wahrheit                                | 2003–                    | SWR                       | Thomas Stelzer                                                     |                                                                          | Der Komponist Thomas Stelzer ist nicht der bereits auf Wikipedia angelegte. Es gibt noch einen weiteren, der exakt denselben Namen trägt, daher ist die Verlinkung nicht möglich. |
| Schau dich schlau                               | 2005–                    | RTL II/Welt der Wunder TV | MGMT                                                               | Kids                                                                     | |
| Schleswig-Holstein Magazin                      | 1985–                    | NDR                       | Jigsaw                                                             | Intro von Sky High                                                       | bis 2016 |
| Schloss Einstein                                | 1998–                    | KiKA                      | Die Einsteins feat. Julian                                         | Alles ist relativ                                                        | |
| Schmetterlinge im Bauch                         | 2006                     | Sat.1                     | Sascha Pierro                                                      | Es ist mehr                                                              | |
| Die Schwarzwaldklinik                           | 1985–1989                | ZDF                       | Hans Hammerschmid Orchester                                        | Die Schwarzwaldklinik, Hallo Dr. B.!                                     | |
| Scrubs – Die Anfänger                           | 2001–2010                | NBC/ABC                   | Lazlo Bane                                                         | Superman                                                                 | |
| Sketchup                                        | 1984–1986                | ARD                       | Arpad Bondy                                                        |                                                                          | |
| SOKO 5113                                       | 1978–2020                | ZDF                       | Arpad Bondy                                                        |                                                                          | |
| Space Night                                     | 1994–                    | BR / ARD alpha            | Pink Floyd                                                         | One of these days                                                        | Space Night classics |
| Space Night                                     | 1994–                    | BR / ARD alpha            | Star Inc.                                                          | Pebbles in the pond                                                      | Space Night classics |
| Spaß am Dienstag                                | 1984–1992                | ARD                       | Roger Roger, Louis Auguste Jean Delacour, Georges Achille Teperino | Musique Pour Rire                                                        | |
| Spiegel TV Magazin                              | 1988–                    | RTL                       | George Fenton und Ken Freeman                                      | Mobil Unit                                                               | |
| Sport unter der Lupe                            | 1969–2000                | SWF                       | Elton John                                                         | Song For Guy                                                             | |
| Die Sprechstunde                                | 1973–2007                | BR                        | Johann Sebastian Bach, Version Raymond Lefevre                     | Prelude in C                                                             | |
| Stahlnetz                                       | 1958–1968, 1999–2003     | Das Erste                 | Walter Schumann                                                    | Dragnet-Titelmelodie                                                     | |
| Starquiz mit Jörg Pilawa                        | 2002–2012                | Das Erste                 | Frank Ryan Graves                                                  |                                                                          | |
| Stern TV                                        | 1990–                    | RTL                       | José Alvarez-Brill                                                 |                                                                          | |
| Studio 1                                        | 1988-1993                | ZDF                       | Marc Monsen                                                        | Industrial Jingles 2                                                     | |
| Sturm der Liebe                                 | 2005–                    | Das Erste                 | Curly                                                              | Stay                                                                     | |
| Das Strafgericht                                | 2002–2008                | RTL                       | Dirk Leupolz                                                       | Strafgericht                                                             | |
| S-Zett TV Magazin                               | 1994–2000                | VOX                       | Benedikt Hoenes                                                    | S-Zett                                                                   | |
| Tagesschau                                      | 1952–                    | Das Erste                 | Wolfgang Friebe                                                    | Leinen los                                                               | 1952 bis 1956 |
| Tagesschau                                      | 1952–                    | Das Erste                 | Hans Carste, Rolf Kühn                                             | Hammond-Fantasie (Schlusstakte)                                          | seit 1956 |
| Take Me Out                                     | 2013–                    | RTL                       | Franz Ferdinand                                                    | Take Me Out                                                              | bis 2016 |
| Take Me Out                                     | 2013–                    | RTL                       | Galantis                                                           | Peanut Butter Jelly                                                      | seit 2017 |
| talk talk talk                                  | 1999–2011                | ProSieben                 | Milli Vanilli                                                      | Girl You Know It’s True                                                  | Coverversion von Oli.P und Jan van der Toorn |
| Tatort                                          | 1970–                    | Das Erste                 | Klaus Doldinger                                                    | Tatort                                                                   | Unterschiedliche Interpretationen |
| Thommys Pop Show                                | 1983–1993                | ZDF                       | Tarraco                                                            | Sultana                                                                  | |
| Das Traumschiff                                 | 1981–                    | ZDF                       | 1. Staffel: Heinz Kiessling                                        |                                                                          | |
| Das Traumschiff                                 | 1981–                    | ZDF                       | 2. Staffel: Francis Lai                                            |                                                                          | |
| Das Traumschiff                                 | 1981–                    | ZDF                       | 3. Staffel: Udo Jürgens                                            |                                                                          | |
| Das Traumschiff                                 | 1981–                    | ZDF                       | 4. Staffel (Folge 13): James Last                                  | Traumschiff Thema                                                        | |
| ttt – titel, thesen, temperamente               | 1967                     | HR                        | H. E. Erwin Walther                                                | titel, thesen, temperamente                                              | |
| ttt – titel, thesen, temperamente               | 2006–                    | Das Erste                 | Michael Braunschmid                                                | titel, thesen, temperamente                                              | |
| TV total                                        | 1999–2015                | ProSieben                 | Stefan Raab (Komp.)                                                | TV Total Theme 2003                                                      | Einspielung: heavytones |
| Die ultimative Chartshow                        | 2003–                    | RTL                       | Europe                                                             | The Final Countdown                                                      | |
| Unser Land                                      | 1964–                    | BR                        | Anton Fils                                                         | Sinfonie periodique Nr. 2                                                | |
| Verdachtsfälle                                  | 2009–2018                | RTL                       | P!nk                                                               | Ave Mary A                                                               | |
| Vermisst                                        | 2007–2021                | RTL                       | Coldplay                                                           | In My Place                                                              | |
| Verstehen Sie Spaß?                             | 1980–                    | Das Erste                 | 1980–2002: Dieter Reith                                            |                                                                          | |
| Verstehen Sie Spaß?                             | 1980–                    | Das Erste                 | 2002–2007: Darius Rafat                                            |                                                                          | |
| Verstehen Sie Spaß?                             | 1980–                    | Das Erste                 | 2007–: Tinseltown Music                                            |                                                                          | |
| Verliebt in Berlin                              | 2005–2007                | Sat.1                     | Nena                                                               | Liebe ist                                                                | |
| Was bin ich?                                    | 1955–1989                | ARD                       | Bert Grund                                                         | Was bin ich?                                                             | |
| Was bin ich?                                    | 2000–2003                | Kabel 1                   | Bert Grund (erste paar Sekunden vom Original), Wolfgang Biechele   | Was bin ich (2000)                                                       | ISWC: T-800.763.456-3 |
| Was bin ich?                                    | 2003–2005                | Kabel 1                   | Michael Gerlach                                                    | Was bin ich?                                                             | |
| Wege zum Glück                                  | 2005–                    | ZDF                       | Melanie C                                                          | First Day of My Life                                                     | |
| W wie Wissen                                    | 2006–                    | Das Erste                 | Michael Braunschmid                                                | W wie Wissen                                                             | |
| WDR-Schulfernsehen                              | 1970er-Jahre             | WDR                       | Gil Evans                                                          | La Nevada                                                                | |
| Wer weiß denn sowas?                            | 2015–                    | Das Erste                 | Saint Motel                                                        | My type                                                                  | |
| Wer wird Millionär?                             | 1999–                    | RTL                       | Keith Strachan, Matthew Strachan                                   | Who Wants to Be a Millionaire                                            | Who Wants to Be a Millionaire – The Album: EAN 5055031200016 |
| Wetten, dass..?                                 | 1981–2014                | ZDF                       | Curt Cress                                                         | El Gato                                                                  | |
| Wilsberg                                        | 1995–                    | ZDF                       | Stretch                                                            | Why Did You Do It                                                        | Label: LC 06350 Zyx-Records |
| WISO                                            | 1984–                    | ZDF                       | Keith Mansfield                                                    | Flash (Edit)                                                             | ab 1984; nicht mehr in Verwendung |
| WISO                                            | 1984–                    | ZDF                       | Fabrizio Pigliucci                                                 | Classic One                                                              | |
| ZAK                                             | 1988–1996                | WDR                       | Anne Clark                                                         | Our Darkness                                                             | |
| ZDF-Fernsehgarten                               | 1986–                    | ZDF                       | Dieter Reith                                                       | ZDF Fernsehgarten                                                        | |
| ZDF-Magazin                                     | 1969–1988                | ZDF                       | Witold Lutosławski                                                 | Konzert für Orchester (1. Satz)                                          | |
| ZDF-Wunschfilm                                  | 1983–1989                | ZDF                       | New Symphonics                                                     | Rocking Affair                                                           | |
| Zimmer frei!                                    | 1996–2016                | WDR                       | Spookey Ruben                                                      | These Days Are Old                                                       | |

## Radiosendungen
| Titel der Sendung                                         | Ausstrahlung                  | Sender              | Gruppe/Komponist                  | Titel                     | Angaben zum Tonträger                   |
| --------------------------------------------------------- | ----------------------------- | ------------------- | --------------------------------- | ------------------------- | --------------------------------------- |
| Rundfunksenderabschaltung und Vorwarnung vor Fliegeralarm | 1944/1945 (Zweiter Weltkrieg) | Rundfunksender Wien | anonym                            | Kuckucksruf               | Mitschnitt 1944 auf mediathek.at        |
| American Forces Network                                   | 1945–1969                     | AFN                 | Rodgers und Hart                  | With a Song in My Heart   | mit André Kostelanetz and his Orchestra |
| Antenne Bayern Radiodienst / Verkehrszentrum              | 1990–                         | Antenne Bayern      | Andy Clark                        | New Insight               | Album: Commercials and Programme Cues 1 |
| Bayern 3 Verkehrssignal                                   | 1. April 1971 –               | Bayern 3            | Wilhelm Wiesberg                  | Solang der alte Peter     |                                         |
| Berichte von heute                                        | 1979–2020                     | ARD-Hörfunk         | Ramsey Lewis                      | Wade in the Water         |                                         |
| Bundesliga live                                           | 1960er–1980er                 | NDR 2               | Tommy Dorsey                      | Song of India             |                                         |
| Der Club                                                  | 1969–1996                     | NDR 2               | Blue Öyster Cult                  | Dr. Music                 |                                         |
| Club-Wunschkonzert                                        |                               | NDR 2               | After the Fire                    | 1980-F                    |                                         |
| Die Hitparade mit Frank                                   |                               | Radio Luxemburg     | Ken Jones Orchestra               | Jubilee                   |                                         |
| Hitparade International                                   | 1971–1975                     | hr1                 | Fritz Maldener                    | Black Jack (Fast Beat)    |                                         |
| Hitparade International                                   | 1975–1981                     | hr1                 | Altona                            | Überlandfahrt             |                                         |
| Hitparade International                                   | 1981–1989                     | hr3                 | Emerson, Lake & Palmer            | Peter Gunn                |                                         |
| Hitexpress                                                |                               | SR 1 Europawelle    | The Commodores                    | Machine Gun               |                                         |
| Klassik Forum                                             | 1987–                         | WDR 3               | Wolfgang Amadeus Mozart (Abspann) | Divertimento D-Dur        |                                         |
| Klassik Pop Etc.                                          |                               | DLF                 | Horst Jankowski                   | Klassik-Pop-et cetera     |                                         |
| Markt und Medien                                          | 1995–2017                     | DLF                 | Earl Klugh                        | By the Sea                | Album: Sudden Burst of Energy           |
| Mosaik                                                    |                               | WDR 3               | Sergej Prokofjew (Abspann)        | Sinfonie Nr. 1 D-Dur      |                                         |
| Die Musicbox                                              | 1967–1995                     | Ö3                  | 1967–1987: James Brown            | Choo-Choo (Locomotion)    |                                         |
| Die Musicbox                                              | 1967–1995                     | Ö3                  | 1987–1995: Einstürzende Neubauten | Yü-Gung (Fütter mein Ego) |                                         |
| Plattenkiste                                              |                               | NDR 2               | The Korgis                        | Rovers Return             |                                         |
| Plattenpost                                               | 1981–1987                     | SDR 3               | After the Fire                    | 1980-F                    |                                         |
| Popshop                                                   | 1974–                         | SWF3                | J.J. Cale                         | Okie                      |                                         |
| Rendezvous in Deutschland                                 | 1966–2004                     | hr1                 | Kai Winding                       | More                      |                                         |
| Rendezvous in Deutschland                                 | 1966–2004                     | hr4                 | Kai Winding                       | More                      |                                         |
| Der Schalldämpfer                                         | 1967–1993                     | Ö1                  | Bert Breit                        |                           |                                         |
| Schlagerrallye                                            | 1974–1995                     | WDR 2               | The Rah Band                      | The Crunch                |                                         |
| The Beat Goes On                                          |                               | Bayern 3            | Sonny & Cher                      | The Beat Goes On          |                                         |
| Treff nach zwei                                           | 1982–1993                     | SDR 3               | Raul de Souza                     | Sweet Lucy                | Album: Sweet Lucy                       |

## Füll- und Unterlegmusiken
| Titel der Sendung                | Ausstrahlung   | Sender       | Verwendung                             | Gruppe/Komponist                  | Titel                          | Angaben zum Tonträger                        |
| -------------------------------- | -------------- | ------------ | -------------------------------------- | --------------------------------- | ------------------------------ | -------------------------------------------- |
| Hitparade International          | etwa 1975–1981 | hr1          | Erklärung der Spielregeln              | Marquis of Kensington             | Flash                          |                                              |
| Hitparade International          | etwa 1975–1989 | hr1, hr3     | Englische Hitparade                    | Love Sculpture feat. Dave Edmunds | Sabre Dance                    |                                              |
| Hitparade International          | etwa 1975–1989 | hr1, hr3     | Amerikanische Hitparade                | André Brasseur                    | Speedy No. 1                   |                                              |
| Hitparade International          | 1981–1989      | hr3          | Hauptgewinner                          | Salsoul Orchestra                 | Salsoul 3001                   |                                              |
| Impressum, Programmvorschau      |                | BR-alpha     | Bett                                   | Levitation                        | Out Of Time                    |                                              |
| (entfällt)                       | ab etwa 1978   | HR-Fernsehen | Pausenmusik                            | Henry Arland                      | Wild Cat Blues                 |                                              |
| (entfällt)                       | 1980er-Jahre   | ARD          | Pausenmusik                            | Klaus Weiland                     | Das Loch in der Banane         |                                              |
| (entfällt)                       | 1980er-Jahre   | ARD          | Pausenmusik                            | Blonker                           | Sidewalk Café                  | Album: Fantásia                              |
| (entfällt)                       | 1980er-Jahre   | ARD          | Pausenmusik                            | Blonker                           | Indigo                         | Album: Fantásia                              |
| (entfällt)                       | 1980er-Jahre   | ARD          | Pausenmusik                            | Candy Dulfer                      | Lily Was Here                  |                                              |
| (entfällt)                       | 1980er-Jahre   | ARD          | Pausenmusik                            | Jan Hammer                        | Crockett's Theme               | MCA MCD 03407 Track 1                        |
| (entfällt)                       | 1980er-Jahre   | ARD          | Pausenmusik                            | Jan Hammer                        | Theresa                        | MCA MCD 03407 Track 2 (leicht gekürzt)       |
| (entfällt)                       | 1980er-Jahre   | ARD          | Pausenmusik                            | Henry Mancini                     | Die Dornenvögel (Titel)        |                                              |
| (entfällt)                       | 1980er-Jahre   | ARD          | Pausenmusik                            | Mezzoforte                        | Garden Party                   |                                              |
| (entfällt)                       | 1980er-Jahre   | ARD          | Pausenmusik                            | Pierluigi Giombini                | Dolce Vita (Instrumental)      |                                              |
| (entfällt)                       | 1980er-Jahre   | ARD          | Pausenmusik                            | First Cut                         | Treat Me Gently (Instrumental) | Ultraphone 6.14959                           |
| (entfällt)                       |                | Hamburg 1    | Pausenmusik / Ident                    | E.S. Posthumus                    | Nara                           |                                              |
| (Vormittagsprogramm)             | 1990er-Jahre   | ARD, ZDF     | Pausenmusik                            | David Mohan                       | Brunch                         | UBM1146/BER1146 – Sunset Boulevard           |
| Morgenecho                       |                | WDR 5        | Füller                                 | Isaac Hayes                       | Cafe Regio's                   |                                              |
| Morgenecho                       | Minus 8        | WDR 5        | Füller                                 | White                             |                                |                                              |
| vor den Nachrichten Pausenfüller | 1990er-Jahre   | RTL          | „Uhrmusik“ vor „7 vor 7“/„RTL Aktuell“ | Laszlo Bencker                    | Lightyears                     | Sonoton SCD 2/ISRC DE-B63-87-002-00 Track 14 |
| Wetterbett                       |                | Sat.1        | Hintergrundmusik beim Wetterbericht    | Horst Jankowski                   | A Sunny Day In Heidelberg      |                                              |
|                                  |                |              |                                        |                                   |                                |                                              |